# Oracella acuta
Oracella acuta là một loài côn trùng trong họ Pseudococcidae. Loài này được Lobdell miêu tả khoa học đầu tiên năm 1930.
Đây là loài gây hại của cây Pinus elliottii, phát triển phổ biến ở Trung Quốc.